# Ondřej Michlovský
Ondřej Michlovský (4. února 1868 Lanštorf – 10. července 1936 Lanštorf) byl rakouský politik z Moravy; poslanec Moravského zemského sněmu.

## Biografie
Narodil se v roce 1868 v Lanštorfu jako syn tamního čtvrtláníka Jiřího Michlovského. Byl starostou Lanštorfu. Později byl členem správní rady Rolnicko-cukrovarnické společnosti v Břeclavi a předsedou mnoha spolků. Na svém statku zaměstnával místní chudé obyvatele.
Počátkem 20. století se krátce zapojil i do vysoké politiky. V doplňovacích zemských volbách 18. října 1905 byl zvolen na Moravský zemský sněm, kde zastupoval kurii venkovských obcí, obvod Hustopeč, Břeclav. V roce 1905 se na sněm dostal jako český agrární kandidát (Českoslovanská strana agrární). Po svém zvolení oznámil, že vzhledem k tomu, že zastupuje agrární hnutí, nepřipojí se na sněmu k žádnému z existujících českých poslaneckých klubů.
Zemřel v červenci 1936.